# 우크라이나의 양심
우크라이나의 양심(우크라이나어:  Совість України)은 2005년 3월 등록한 우크라이나의 정당이다. 이 당은 2006년 우크라이나 총선에는 참여하지 않았으며 2007년 우크라이나 총선에서는 전우크라이나 공동체 블록의 일원으로 참여했으나 의석을 얻는 데 실패했다.
2010년 우크라이나 지방 선거에서는 지방 자치 단체 대표를 얻는 데 성공하고 특히 폴타바에서는 지방 의회 선거에 74% 득표율을 얻어 총원 25명 중 24명이 당선되었고, 시장 선거에서 61%의 득표율을 얻었다. 빈니차 시장선거에서도 볼로디미르 흐로이스만 후보가 우크라이나의 양심당 후보로 출마하여 당선되었다. 그러나, 당선되었던 폴타바 시장 올렉산드르 마마이는 2012년 7월 우크라이나 지역당에 가입했으며 흐로이스만도 탈당하였다.
2012년 우크라이나 총선에는 참여하지 않았다. 2014년 우크라이나 총선에도 참여하지 않았다.
마마이는 공식적으로 지역당을 탈당했다고 밝히진 않았지만, 2015년 우크라이나 지방 선거에서 마마이가 폴타바 시장선거에 우크라이나의 양심 소속으로 다시 출마하여 2차 선거에서 62.9%의 지지율로 재당선되었다. 하지만 2010년 선거 당시 빈니차 시의회에 당선되었던 양심당 후보 14명 중 11명이 흐로이스만의 "빈니차 유럽 전략"(현 우크라이나 흐로이스만 전략당) 소속으로 2015년 선거에 출마했다. 또한 양심당의 몇몇 후보는 페트로 포로셴코 블록 정당 소속으로 나가기도 했다.